# Arséniure de cadmium
L'arséniure de cadmium (Cd3As2) est un semimétal de la famille II-V. Il présente l'effet Nernst.

## Propriétés

### Thermiques
Cd3As2 se dissocie entre 220 et 280°C selon la réaction
2 Cd3As2(s) → 6 Cd(g) + As4(g)
Une barrière d'énergie a été constatée pour la vaporisation non-stœchiométrique de l'arsenic à cause de l'irrégularité de l'évolution des pressions partielles avec la température. La plage du gap d'énergie va de 0,5 à 0,6 eV. Cd3As2 fond à 716°C et change de phase à 615°C.

### Transitions de phase
L'arséniure de cadmium pur subit plusieurs transitions de phase à haute température, formant des phases appelées α (stable), α’, α” (métastables) et β. A 593°C, la transition polymorphe α → β se produit.
α-Cd3As2 ↔ α’-Cd3As2 se produit à ~500 K.
α’-Cd3As2 ↔ α’’-Cd3As2 se produit à ~742 K et est une transition de phase du premier ordre régulière avec une boucle d'hystérésis marquée.
α”-Cd3As2 ↔ β-Cd3As2 se produit à 868 K.
La diffraction des rayons X sur monocristal a été utilisée pour déterminer les paramètres cristallins de Cd3As2 entre 23 et 700°C. La transition α → α′ se produit lentement et est donc très probablement une phase intermédiaire. La transition α′ → α″ se produit beaucoup plus vite que α → α′ et a un très faible hystérésis thermique. Cette transition provoque un changement de l'axe quadruple de la maille tétragonale, formant des macles. La largeur de la boucle est indépendante de la vitesse de chauffage bien qu'elle devienne plus étroite après plusieurs cycles de température.

### Electroniques
Le composé arséniure de cadmium a une plus faible pression de vapeur (0,8 atm) que le cadmium et l'arsenic pris séparément. L'arséniure de cadmium ne se décompose pas lorsqu'il est vaporisé et re-condensé. La concentration de porteurs dans Cd3As2 est de l'ordre de (1–4)×1018 électrons/cm3. Bien qu'ayant une concentration de porteurs élevée, la mobilité des électrons est également très grande (jusqu'à 10000 cm2/(V·s) à température ambiante).
En 2014, il a été démontré que le Cd3As2 était un matériau semi-métallique analogue au graphène qui existe sous une forme 3D et qui devrait être beaucoup plus facile à convertir en dispositifs électroniques,. Les semi-métaux de Dirac topologiques (topological Dirac semimetals ou TDS) tridimensionnels (3D) sont les analogues massifs du graphène qui présentent également une topologie non-triviale dans leur structure électronique et qui partagent des similitudes avec les isolants topologiques. De plus, un TDS peut potentiellement être transformé en d'autres phases exotiques (telles que les semi-métaux de Weyl, les isolants d'axions et les supraconducteurs topologiques). La spectroscopie photoélectronique résolue en angle a révélé une paire de fermions de Dirac 3D dans Cd3As2. Comparé à d'autres TDS 3D, par exemple la β-cristobalite SiO2 et Na3Bi, Cd3As2 est stable et possède des vitesses de Fermi beaucoup plus élevées. Le dopage in situ a été utilisé pour ajuster son énergie de Fermi.

### Conduction
L'arséniure de cadmium est un semi-conducteur II-V présentant une conductivité intrinsèque de semi-conducteur de type n dégénéré avec une grande mobilité, une faible masse effective et une bande de conduction hautement non parabolique, ou un semi-conducteur à bande étroite. Il présente une structure de bande inversée, et le gap d'énergie optique, eg, est inférieur à zéro. Lorsqu'il est déposé par évaporation thermique, l'arséniure de cadmium présente l'effet Schottky (émission thermoionique) et l'effet Poole-Frenkel sous fort champ électrique.

### Magnétorésistance
L'arséniure de cadmium présente de très fortes oscillations quantiques (en) sur la résistance même à la température relativement élevée de 100 K. Cela le rend utile pour tester des systèmes cryomagnétiques car la présence d'un signal aussi fort est un indicateur clair du fonctionnement.

## Préparation

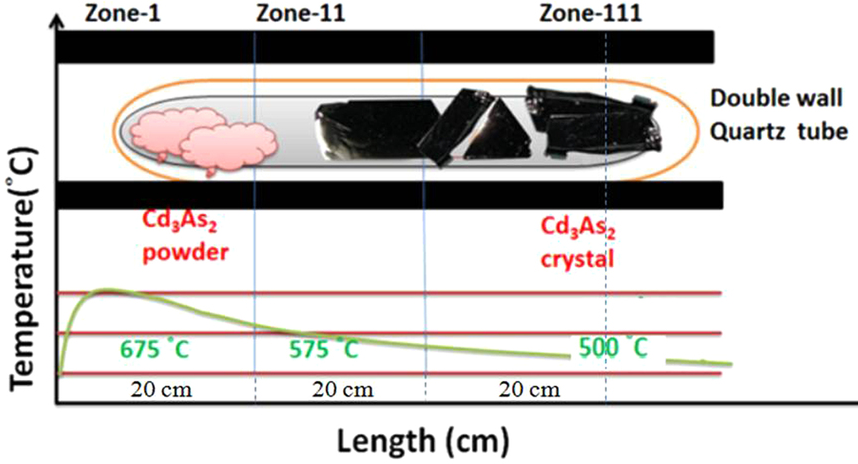
Schéma de la croissance en phase vapeur de cristaux de Cd_{3}As_{2} utilisant un four en alumine.

L'arséniure de cadmium peut être préparé sous forme de verre semi-conducteur amorphe. Selon Hiscocks et Elliot, la première préparation de l'arséniure de cadmium fut faite à partir de cadmium métallique, avec une pureté de 6 N et fourni par Kock-Light Laboratories Limited, tandis que Hoboken a fourni l'arsenic β avec une pureté de 99,999 %. Des proportions stœchiométriques des éléments cadmium et arsenic furent chauffées ensemble. La séparation fut difficile et longue en raison du collage des lingots à la silice et aux cassures. La méthode de croissance Stockbarger encapsulée dans un liquide a été retenue. Les cristaux sont tirés depuis le bain volatil en encapsulation liquide. Le bain est couvert par une couche de liquide inerte, habituellement B2O3, et une pression de gaz inerte supérieure à la pression de vapeur d'équilibre est appliquée. Cela élimine l'évaporation du bain, et permet d'effectuer l'ensemencement et le tirage à travers la couche de B2O3.

## Structure cristalline
La maille élémentaire de Cd3As2 est tétragonale,. Les ions arsenic sont cubiques à faces centrées et les ions cadmium sont en coordination tétraédrique. Les sites tétraédriques vacants ont fait l'objet de recherches menées par von Stackelberg et Paulus (1935), qui ont déterminé la structure primaire. Chaque ion arsenic est entouré par des ions cadmium situés en six des huit coins d'un cube déformé et les deux sites vacants sont sur les diagonales.
La structure cristalline de l'arséniure de cadmium est très similaire à celle du phosphure de zinc (Zn3P2), de l'arséniure de zinc (Zn3As2) et du phosphure de cadmium (Cd3P2). Ces composés du système quaternaire Zn-Cd-P-As (en) forment une solution solide continue complète.

## Effet Nernst
L'arséniure de cadmium est utilisé dans les détecteurs infrarouge exploitant l'effet Nernst, et dans les capteurs de pression dynamiques en couche mince. Il peut aussi être utilisé pour fabriquer des magnétorésistances et des photodétecteurs.
L'arséniure de cadmium peut être utilisé comme dopant pour HgCdTe.